# 1742
1742 (MDCCXLII) var ett normalår som började en måndag i den gregorianska kalendern och ett normalår som började en fredag i den julianska kalendern.

## Händelser

### Februari
- 28 februari – Stilleståndet mellan Sverige och Ryssland går ut.

### Juni
- Juni – Ryska hären tågar mot svenska gränsen. Under månaden besätter de hela Finland, vilket benämns Lilla ofreden.

### Augusti
- 9 augusti – Svenska hären innesluts i Helsingfors och kapitulerar. Många soldater deserterar, och de adliga officerarna återvänder till Stockholm och regeringsarbetet.

### Okänt datum
- Ett par dagar före den svenska kapitulationen kallas generalerna Charles Emil Lewenhaupt och Henrik Magnus von Buddenbrock hem och ställs inför krigsrätt. De avrättas året därpå (1743) för misslyckandet i kriget mot Ryssland.
- Kejsarinnan Elisabet förklarar, att Sverige kan få tillbaka det mesta av Finland, om hennes släkting Adolf Fredrik av Holstein-Gottorp utnämns till svensk tronföljare.
- Mössorna tar över makten i Sverige, sedan Hattarnas popularitet dalat, efter det att kriget gått så snöpligt.
- Glasbruket i Kosta grundas.
- All försäljning av utländskt kläde förbjuds i Sverige för att främja den inhemska tillverkningen.
- Akademiska sjukhuset i Uppsala grundas.
- Astronomen Anders Celsius konstruerar Celsiustermometern, men sätter fryspunkten vid 100 grader och kokpunkten vid noll.

## Födda
- 7 mars – Birgitte Cathrine Boye, dansk psalmförfattare.
- 7 april – Gunning Bedford, amerikansk federalitisk politiker, guvernör i Delaware 1796–1797.
- 10 maj – Johan Ture Bielke, delaktig i mordet på Gustav III.
- 1 juli – Georg Christoph Lichtenberg, tysk fysiker.
- 4 juli – John Tayler, amerikansk politiker.
- 27 juli – Rutger Macklean, svensk friherre, politiker och skiftesreformist.
- 6 augusti – Rafaela Herrera, nicaraguansk nationalhjältinna.
- 14 augusti – Pius VII, född Barnaba Niccolò Maria Luigi Chiaramonti, påve 1800–1823.
- 19 augusti – Jean Dauberval, fransk dansör och koreograf.
- 3 oktober – Anders Jahan Retzius, svensk naturforskare.
- 9 december – Carl Wilhelm Scheele, svensk kemist och apotekare (född i Stralsund).[1]
- 16 december – Gebhard Leberecht von Blücher, preussisk militär, fältmarskalk 1813.
- 26 december – Ignaz von Born, tysk mineralog och författare.

## Avlidna
- 14 januari – Edmond Halley, 85, brittisk vetenskapsman.
- 8 februari – Philipp Ludwig Wenzel von Sinzendorf, 70, österrikisk överhovkansler.
- 17 april – Arvid Horn, 78, svensk militär, diplomat, statsman, riksråd och lantmarskalk samt kanslipresident 1710–1719 och 1720–1738.
- 21 maj – Lars Roberg, 78, svensk medicinsk och naturvetenskaplig forskare, grundare av Akademiska sjukhuset.
- 21 juni – Johannes Steuchius, 66, svensk ärkebiskop sedan 1730.
- 30 oktober – Magdalena Wilhelmina av Württemberg, 64, tysk regent.
- 29 november – Johan Moraeus, 70, svensk bergsläkare.

### Fotnoter
1. ↑  Det hände i dag